# Farrapo Humano
The Lost Weekend (no Brasil e em Portugal, Farrapo Humano) é um filme norte-americano de 1945, um drama dirigido por Billy Wilder.
O filme retrata o alcoolismo de forma realista, numa excelente interpretação de Ray Milland como o sujeito que tem crise de abstinência ao se ver privado de beber durante um fim de semana, daí a razão do título em inglês: "o fim de semana perdido". As cenas em que o personagem principal tem as crises de delírio são impressionantes. Apesar de filmado em 1945, o filme e seu conteúdo continuam atuais.

## Sinopse
Vivendo na cidade de Nova Iorque, Don Birman sonha ser escritor, mas não consegue seu objetivo por estar sofrendo de um bloqueio mental. Deixa-se dominar completamente pelo álcool e passa a ter, como única meta, obter dinheiro para continuar se embriagando, esquecendo das pessoas que o rodeiam e que sofrem por vê-lo neste estado. A namorada, Helen St. James, editora de uma revista, quer ajudá-lo, mas ele bebe cada vez mais.

## Elenco
- Ray Milland .... Don Birnam
- Jane Wyman .... Helen St. James
- Phillip Terry .... Nick Bernam
- Howard Da Silva .... Nat
- Doris Dowling .... Gloria
- Frank Faylen .... 'Bim' Nolan
- Mary Young .... Sr.ª Deveridge
- Anita Sharp-Bolster .... Sr. Foley
- Lillian Fontaine .... Sr.ª Charles St. James
- Lewis L. Russell .... Charles St. James
- Franklyn Farnum .... Não-creditado

## Principais prêmios e indicações
Oscar 1946 (EUA)
| Categoria                           | Complemento                                            | Resultado |
| ----------------------------------- | ------------------------------------------------------ | --------- |
| Melhor Filme                        | Farrapo Humano                                         | Venceu    |
| Melhor Diretor                      | Billy Wilder                                           | Venceu    |
| Melhor Ator                         | Ray Milland                                            | Venceu    |
| Melhor Roteiro Adaptado             | - Charles R. Jackson - Charles Brackett - Billy Wilder | Venceu    |
| Melhor Edição                       | Doane Harrison                                         | Indicado  |
| Melhor Fotografia em preto-e-branco | John F. Seitz                                          | Indicado  |
| Melhor Trilha-sonora                | Miklós Rózsa                                           | Indicado  |

Globo de Ouro 1946 (EUA)
- Vencedor nas categorias de melhor filme dramático, melhor diretor e melhor ator dramático (Ray Milland).

Festival de Cannes 1946 (França)
- Recebeu o prêmio de melhor ator (Ray Milland) e o Grande Prêmio do Júri.